# Julia Barsukova
Julia Barsukova (ryska: Ю́лия Влади́мировна Барсуко́ва),  född den 31 december 1978 i Moskva, Ryssland, är en rysk gymnast.
Hon tog OS-guld i rytmisk gymnastik i samband med de olympiska gymnastiktävlingarna 2000 i Sydney.